# Giuseppe Meneghini
Giuseppe Giovanni Antonio Meneghini (Padova, 30 luglio 1811 – Pisa, 29 gennaio 1889) è stato un naturalista e politico italiano.

## Biografia
Nel 1834 si laureò in medicina chirurgia all'Università di Padova e dall'anno seguente ricopri il ruolo di assistente alla cattedra di Botanica della stessa Università.  Nel 1839 fu nominato Professore Ordinario di Scienze Preparatorie, fisica, chimica e botanica, del corso d'insegnamento di Chirurgia. Nel 1848, per ragioni politiche, fu cancellato dal ruolo di professore dalla I.R. Università di Padova.
L'anno successivo si stabilì quindi all'Università di Pisa, dove con Decreto Granducale fu nominato professore di Mineralogia e Geologia e divenne direttore del museo dell'Università, in sostituzione della cattedra occupata da Leopoldo Pilla, caduto sul campo della battaglia di Curtatone e Montanara.
Nel 1860 fu nominato socio dell'Accademia nazionale delle Scienze.
Meneghini fu autore di numerose pubblicazioni e monografie, concernenti argomenti di fisiologia, medicina e soprattutto botanica (algologia). Successivamente si occupò di geologia. Considerato il fondatore della Scuola geologica pisana, nel 1882 fu presidente della Società Geologica Italiana.
Fu senatore del Regno d'Italia nella XVI legislatura (1886).
Morì nel 1889 a Pisa, dove in seguito gli fu dedicata una via.

## Altri incarichi
- 1866 - Membro del R. Consiglio delle Miniere
- 1867 - Membro del R. Comitato Geologico d'Italia
- 1870 - Direttore del R. Museo di Storia naturale di Pisa
- 1874 - Professore Ordinario di Geologia a Pisa
- 1879 - Presidente del Comitato Geologico d'Italia
- 1886 - Nominato senatore del Regno d'Italia

Fu per diversi anni Rettore Magnifico dell'Università di Pisa e  membro del Consiglio Superiore della Pubblica Istruzione.

## Pubblicazioni maggiori
- Della teorica degli innesti (Prof. G. Meneghini)Giornale agrario lombardo-veneto e continuazione degli annali universali di tecnologia, di agricoltura, di economia rurale e domestica, di arti e mestieri (1848 giu, Serie 2, Volume 9, Fascicolo 6), su emeroteca.braidense.it.
- Storia naturale - Ricerche sulla struttura del caule nelle piante monocotiledoni, di G. Meneghini - Mantissa muscorum J. De Notaris - Plantae quaedam Aegypti ac Nubiae enumeratae qtque illustratae a R. De Visiani - Biblioteca Italiana ossia Giornale di letteratura scienze ed arti (1836 dic, Volume 84, Fascicolo), su emeroteca.braidense.it.